# Грета Шредер
Грета Шредер (нім. Greta Schröder; 7 вересня 1891, Дюссельдорф — 13 квітня 1967, Відень) — німецька акторка театру і кіно та сценаристка. Найвідоміша роль — у класичному фільмі жахів Фрідріха Вільгельма Мурнау «Носферату. Симфонія жаху».
Грета завжди хотіла бути акторкою. Біля 1910 року приїхала до Берліна і потрапила до Німецького театру. Незабаром після цього одружилася з актором та режисером Ернстом Матраєм. Народила дитину, пізніше розлучилися. 
Перший фільм, у якому знялася Шредер, був «Die Insel der Seligen» (1913, режисер Макс Рейнхардт). У 1916 році вона написала сценарій до «Примари Опери» — першої німецької екранізації відомого роману, а режисером виступив її чоловік Ернст Матрай. Її кар'єра почала розвиватися на початку 1920-х та швидко закінчилася. У кіно знімалася до 50-х, але дуже мало. 
Одружилася за режисером Паулем Вегенером, з яким прожила з ним до його смерті в 1948 році.